# Yorm Bopha
Yorm Bopha (* 1983 in Kambodscha) ist eine kambodschanische Landrechtsaktivistin. Am meisten ist Bopha bekannt für ihren Aktivismus gegen die Entwicklung des Gebiets Boeung Kak in Phnom Penh. Yorm Bopha engagierte sich aktiv um die Wahrung der Landrechte der Bewohner. 2012 führte sie eine Kampagne für die Freiheit von 13 Frauen durch, die wegen ihrer Rolle als Aktivistinnen bei einem der Proteste zu Gefängnisstrafen verurteilt wurden.

## Leben
Yorm Bopha wurde 1983 geboren, lebt in Kambodscha und spricht die Landessprache Khmer. Sie hat einen Sohn namens Lous Ly Hour. Yorm Bopha war zuvor mit dem Aktivisten Lours Sakhon verheiratet. Sie trennten sich in einem Streit, der angeblich in einer gewaltsamen Eskalation mündete.

## Aktivismus
Seit 2007 füllte eine Firma den Boeung-Kak-See mit Sand auf. Dabei wurden viele Bewohner aus ihren Häusern vertrieben.
Laut Bewohnern und einem BBC-Reporter in 2011 war der Boeung-Kak-See einst der größte See in Phnom Penh. Heute gleicht er, laut Bewohnern, eher einer Pfütze.
Yorm Bopha begann ab 2012 gegen die große Firma des Senators und die Verschüttung des Sees zu protestieren.
Die Firma hat bereits 20.000 Gebäude in die nun größtenteils trockengelegte Seefläche gebaut. Dabei gab es keinerlei Vorteile für die nun obdachlosen Bewohner. Der für die Bauarbeiten verantwortliche Senator zog aus der Verstädterung den größten Gewinn.
Yorm Bopha verteidigte und unterstützte das Landrecht in Phnom Penh und setzte sich für die Bewohner Phnom Penhs ein, die durch die Zwangsvertreibung ihre Häuser verlassen mussten.
2012 führte Yorm eine Kampagne für die Freiheit von 13 Frauen, die eine große Rolle in den Protesten gegen das Auspumpen des Boeung-Kak-Sees spielten.
Am 28. Dezember wurde Yorm Bopha wegen vorsätzlicher Gewalt gegen zwei Männer mit erschwerenden Umständen angeklagt. Angeblich hatte sie zwei Taxifahrer attackiert. Sie war ohne Beweise und Haftbefehle festgenommen worden.
Yorm Bopha wurde trotz mangelhafter Beweise und Zeugen inhaftiert. Später bestätigten die angeblichen Zeugen, dass Bopha unschuldig war. Diese Aussagen wurden vom zuständigen Gericht jedoch ignoriert.
Außerhalb des Gerichtssaals protestierten damals viele Landrechtsaktivisten, die für die Freilassung Bophas waren. Die Polizei hielt die angespannte Menge mit elektrischen Schlagstöcken zurück.
Der Präsident des Kambodschanischen Zentrums für Menschenrechte, Ou Virak, äußerte sich zum Fall Bophas zutiefst enttäuscht. „Ich glaube, das Gericht möchte mit diesem Fall ausschließlich die Landproteste stoppen.“ Amnesty International behauptet, dass die Anklage von der Regierung „fabriziert“ wurde, um mehr Landproteste um den Boeung-Kak-See zu vermeiden. Amnesty sagte auch, dass die Landrechtsaktivisten nur verhaftet wurden, weil sie die Rechte ihrer Gemeinde verteidigten.
Am 27. März 2013 wurde Bophas Nachfrage nach einer Kaution vom Obersten Kambodschanischen Gerichtshof verweigert. Im Juni 2013 wurde ihre Haft daraufhin auf zwei Jahre gekürzt.
Zwischen dieser Zeit protestierten viele Menschen für die Freilassung von Bopha.

### Verhaftungen
Yorm Bopha wurde 2012 verhaftet, weil sie sich für die Freilassung von 13 inhaftierten Aktivistinnen (The Boeung Kak 13), die friedlich demonstriert hatten, einsetzte. Sie kam 2013 aufgrund des Briefmarathons von Amnesty International wieder frei, jedoch wurde sie 2014 erneut zu drei Jahren Haft verurteilt. Sie wurde verhaftet, weil sie angeblich zwei Taxifahrer attackiert hatte. Die Anzeige wurde, trotz mangelnder Beweise erhoben, da der Staat Yorm Bopha loswerden wollte. Sie verlor den Gerichtsprozess und musste für drei Jahre ins Gefängnis. Ihr damals neun Jahre alter Sohn Lous Ly Hour musste diese Zeit ohne seine Mutter leben. 2016 wurde sie auf Grund der schon 2014 geklärten Situation nochmals zu drei Jahren Haft verurteilt. Außerdem sollte sie den vermeintlichen Opfern 10 Millionen Riel (in etwa 2.200 €) zahlen. Ihr Ex-Mann Lous Sakhon wurde zu einer ebenso hohen Geldstrafe verurteilt.
Sie ist zurzeit nicht im Gefängnis. Die Gefahr, dass sie wieder gefangen genommen wird, ist sehr hoch, die kambodschanische Regierung kann sie jederzeit wieder festnehmen.

### 2014
Die erst kürzlich befreite Anti-Eviction-Aktivistin Yorm Bopha war in einen öffentlichen Streit mit ihrem Ehemann verwickelt. Reporter, die von einem Vertreter der NGO zu Yorm Bophas Haus gerufen wurden, behaupteten, Frau Bophas Mann hätte versucht, sie zu töten. Er hatte die Medien gewarnt, weil er befürchte, dass Frau Bopha Opfer von schmutzigen Taktiken der lokalen Behörden werden würde. „Yorm Bophas Ehemann hatte sie in ihrem Haus eingesperrt, und niemand aus der Gemeinschaft, der Yorm hätte schreien hören können, kam ihr zur Hilfe. Drei von der Regierung ausgerichtete Nachrichtenagenturen veröffentlichten ebenfalls Berichte, in denen behauptet wurde, Frau Bopha habe eine Affäre mit einem anderen Bewohner von Boeng Kak gehabt. Als Reporter in Frau Bophas Wohnsitz ankamen, nachdem sie von Herrn Phearum alarmiert worden waren, wurde Frau Bopha von einem Arzt wegen den Kratzern an ihren Unterarmen und Händen behandelt. Vertreter der Housing Rights Task Force erlaubten den Reportern nicht, Frau Bopha in ihrer Wohnung zu interviewen. Später kontaktierten sie, dass der physische Streit mit ihrem Ehemann begann, nachdem sie sich über ein Glücksspielproblem beschwert hatte. ‚Er sagte mir, dass er das Haus verkaufen will und nie mehr in Boeng Kak leben will‘, sagte Frau Bopha. Frau Bopha bestritt die Behauptungen in lokalen Veröffentlichungen über ihre angebliche Affäre mit einem anderen Bewohner aus Boeng Kak. ‚Das sind keine Journalisten. Sie haben kein Gewissen‘, sagte sie. "Sie haben Geschichten ohne eine Ahnung von der wahren Geschichte veröffentlicht.“ Frau Bopha behauptete, dass sie sich am 23. November 2013, einen Tag nach ihrer Entlassung aus dem Gefängnis, von ihrem Mann scheiden ließ. Herr Sokhorn bestritt jedoch, dass das Paar geschieden sei, obwohl er zugegeben hatte, dass er mindestens einen Monat bei einem Neffen geblieben war, und sagte, er möchte, dass Frau Bopha sich aus ihrem Aktivismus zurückzieht. „Seit drei Jahren schreit sie im Rathaus und bekommt nichts. Es ist genug“, sagte er. Frau Bopha sagte auch, dass sie keine Anzeige bei der Polizei wegen der körperlichen Auseinandersetzung einreichen würde. Bophas Sohn lebt seit der Scheidung mit seinem Vater.
Frau Bopha heiratete später den ehemaligen CNRP-Abgeordneten Real Camerin im Dezember 2014. Die Beziehung endete jedoch aufgrund ihres Aktivismus.